# Pietro Bottaccioli
Pietro Bottaccioli (Umbertide, 15 febbraio 1928 – Gubbio, 22 gennaio 2017) è stato un vescovo cattolico italiano.

## Biografia
Nato a Umbertide, in provincia di Perugia, è stato ordinato presbitero il 1º ottobre 1950. È stato parroco di San Martino a Gubbio e di Cristo Risorto a Umbertide. È stato accompagnatore e segretario del vescovo Beniamino Ubaldi nelle prime tre sessioni del Concilio Vaticano II.
Dal 1983 al 1989 è stato rettore del Pontificio seminario regionale umbro.
Nominato vescovo di Gubbio il 26 aprile 1989, è stato consacrato il 16 maggio 1989 dal cardinale Bernardin Gantin, co-consacranti gli arcivescovi Ennio Antonelli e Antonio Ambrosanio. Nel 1994, in occasione degli 800 anni dalla traslazione del corpo di Sant'Ubaldo sul colle Ingino le sue spoglie vengono portate a Gubbio per la quinta volta. Ha promosso un sinodo diocesano, preparato dal 1994, celebrato nel 1996 e promulgato nel 1997.
Nel febbraio 2003, al compimento dei 75 anni di età, ha presentato a papa Giovanni Paolo II le proprie dimissioni dall'incarico di vescovo, come richiesto dal codice di diritto canonico. Il 23 dicembre 2004 gli è succeduto Mario Ceccobelli ed ha assunto il titolo di vescovo emerito.
È stato segretario della Conferenza Episcopale Umbra e membro della Commissione Episcopale per il clero e la vita consacrata.

## Opere
- Beniamino Ubaldi, un vescovo tra due età, Tipografia Vispi e Angeletti, 1974.
- Pellegrini sulle strade di Romualdo e di Francesco, con L. Marioli e A.R.Vagnarelli, Gesp, Gubbio, 1999.
- La Diocesi di Gubbio. Una storia ultramillenaria, un patrimonio culturale, morale, religioso, ineludibile, Città Ideale, 2010.

## Genealogia episcopale
La genealogia episcopale è:
- Cardinale Scipione Rebiba
- Cardinale Giulio Antonio Santori
- Cardinale Girolamo Bernerio, O.P.
- Arcivescovo Galeazzo Sanvitale
- Cardinale Ludovico Ludovisi
- Cardinale Luigi Caetani
- Cardinale Ulderico Carpegna
- Cardinale Paluzzo Paluzzi Altieri degli Albertoni
- Papa Benedetto XIII
- Papa Benedetto XIV
- Papa Clemente XIII
- Cardinale Marcantonio Colonna
- Cardinale Giacinto Sigismondo Gerdil, B.
- Cardinale Giulio Maria della Somaglia
- Cardinale Carlo Odescalchi, S.I.
- Cardinale Costantino Patrizi Naro
- Cardinale Lucido Maria Parocchi
- Papa Pio X
- Papa Benedetto XV
- Papa Pio XII
- Cardinale Eugène Tisserant
- Cardinale Bernardin Gantin
- Vescovo Pietro Bottaccioli